# مجموعة عمل مكافحة التصيد الاحتيالي
مجموعة عمل مكافحة التصيد الاحتيالي (APWG) هو اتحاد دولي يحاول القضاء على الاحتيال وسرقة الهوية الناجمة عن التصيد الاحتيالي والحوادث ذات الصلة   ويجمع بين الشركات المتضررة من هجمات التصيد الاحتيالي: المنتجات الأمنية وشركات الخدمات، ووكالات إنفاذ القانون والوكالات الحكومية والاتحادات التجارية ومنظمات المعاهدات الدولية الإقليمية وشركات الاتصالات.
تأسست مجموعة العمل عام 2003 على يد ديفيد جيفانز، وتضم أكثر من 3200 عضو من أكثر من 1700 شركة ووكالة حول العالم. ويضم الأعضاء شركات أمنية رائدة مثل كاسبرسكي لاب وبت ديفيندر وسيمانتك ومكافي وفيري ساين و أيرون كي. ومن بين أعضاء الصناعة المالية مجموعة إي إن خي وفيزا وماستركارد وجمعية المصرفيين الأمريكيين.

## روابط خارجية
- الموقع الرسمي